# Gösta Posse
Gustaf "Gösta" Mauritz Posse, född 12 december 1823 i Allerums socken, Malmöhus län, död 31 mars 1888 i Edåsa församling, Skaraborgs län, var en svensk greve, godsägare och riksdagsledamot.

## Biografi
Gösta Posse var son till Fredrik Salomon Posse (1785–1853) och Magdalena Charlotta Bennet (1796–1834). 
Han gifte sig 6 augusti 1852 med Anne-Charlotte von Essen (1828–1900). Han var far till Nils och Göran Posse.
Han var som riksdagsman ledamot av första kammaren 1868–1877 (invald i Skaraborgs läns valkrets) och 1877–1884 (invald i Kristianstads läns valkrets). 
Posse blev filosofie magister i Lund 1844 och inträdde samma år på den civila ämbetsmannabanan. Han övergick 1848 till den militära banan, blev underlöjtnant vid Andra livgrenadjärregementet 1849 men tog avsked 1854. Från denna tid ägnade han sig uteslutande åt sina stora jordegendomar i Vreten i Edåsa socken. Han var 1863–1885 ledamot av Skaraborgs läns landsting, från 1879 som ordförande. Posse var även från 1865 ordförande i styrelsen för Skaraborgs läns enskilda bank och för Hjo-Stenstorps järnväg 1872–1888. Posse hade ett brinnande politiskt intresse, men brist på uthållighet och engagemang i politiska intriger hindrade honom från att nå betydelsefulla positioner. Om än i många avseenden liberal och folklig i sin politiska linje, motarbetade han representationsreformen. 
Efter att förgäves ha försökt bli invald i andra kammaren insattes han i första kammaren där han 1868–1877 satt som invald i Skaraborgs läns valkrets) och 1877–1884 som invald i Kristianstads läns valkrets. Posse spelade där en ganska betydelsefull roll bakom kulisserna som förbindelselänk mellan Lantmannapartiets filial i första kammaren och partiets ledare i andra kammaren, särskilt brodern Arvid Posse och den gamla barndomskamraten Emil Key.
Makarna Posse är begravda på Vretens kyrkogård.